# Пелтініш (Васлуй)
Пелтініш (рум. Păltiniș) — село у повіті Васлуй в Румунії. Входить до складу комуни Бечешть.
Село розташоване на відстані 276 км на північ від Бухареста, 40 км на північний захід від Васлуя, 48 км на південний захід від Ясс.

## Населення
За даними перепису населення 2002 року у селі проживали 287 осіб, усі — румуни. Усі жителі села рідною мовою назвали румунську.